# Fervet olla, vivit amicitia
Fervet olla, vivit amicitia, letteralmente "(Finché) bolle la pentola, vive l'amicizia", è una locuzione latina il cui significato è che spesso si è amici solo per convenienza: finché bolle la pentola, cioè finché c'è da guadagnarci qualcosa.
Tale espressione è stata utilizzata da Enrico Mentana durante la puntata del 24 marzo 2011 del tg de LA7 in riferimento alla passata alleanza elettorale tra Silvio Berlusconi e Gianfranco Fini.